# Tom Christensen (ishockeyspelare)
Tom Christensen, född 1 augusti 1944 i Oslo, är en norsk före detta ishockeyspelare. Han representerade Vålerengens Idrettsforening.
Christensen spelade tio officiella landskamper för Norge, och deltog i vinter-OS 1972 i Sapporo, där laget kom på åttonde plats.